# Campeonato Sudamericano de Clubes de Voleibol Masculino
El Campeonato Sudamericano de Clubes de Voleibol Masculino es un torneo internacional de clubes de vóley masculino organizado por la Confederación Sudamericana de Voleibol. Es la competición más importante a nivel de clubes de América del Sur.
El campeón de este torneo se clasifica para el Campeonato Mundial de Clubes de Voleibol Masculino.
El actual campeón es Sada Cruzeiro de Brasil.

## Historia
En la primera edición se clasificaron para la liga los cuatro equipos finalizados en la parte superior de la Superliga Brasilera de Vóleibol y los campeones nacionales de Argentina, Colombia, Perú y Uruguay. En la segunda edición compitieron el campeón y subcampeón de Argentina y los campeones de Brasil, Chile, Paraguay, Perú y Uruguay. El equipo peruano abandonó la competencia en esta última edición.

## Clasificación
| Liga nacional                                         | Equipos participantes |
| ----------------------------------------------------- | --------------------- |
| Liga A1 de Vóley Argentino                            | Campeón de Argentina  |
| Liga Boliviana de Vóleibol Masculino                  | Campeón de Bolivia    |
| Superliga Brasileira de Vóleibol                      | Campeón de Brasil     |
| Liga Chilena de Vóleibol Masculino                    | Campeón de Chile      |
| Liga Paraguaya de Vóleibol Masculino                  | Campeón de Paraguay   |
| Liga Nacional Superior de Voleibol Masculino del Perú | Campeón de Perú       |
| Liga Uruguaya de Vóleibol Masculino                   | Campeón de Uruguay    |
| Liga Venezolana de Voleibol                           | Campeón de Venezuela  |

## Resultados
Fuente: Web oficial.
| Año           | Sede              | Final                                                 | Final                                                 | Final                                                 | Tercer puesto                                         | Tercer puesto                                         | Tercer puesto                                         |
| Año           | Sede              | Campeón                                               | Resultado                                             | Subcampeón                                            | 3.er puesto                                           | Resultado                                             | 4.º puesto                                            |
| ------------- | ----------------- | ----------------------------------------------------- | ----------------------------------------------------- | ----------------------------------------------------- | ----------------------------------------------------- | ----------------------------------------------------- | ----------------------------------------------------- |
| 1970          | Asunción          | Randi Esporte                                         |                                                       | Club Náutico                                          | Dep. Colón                                            |                                                       | Comunicaciones                                        |
| 1971          | Brasilia          | Botafogo                                              |                                                       | Balneario Pinamar                                     | Provincial de Rosario                                 |                                                       | Dep. Colón                                            |
| 1972          | Curitiba          | Botafogo                                              |                                                       | Balneario Pinamar                                     | U.N. Federico Villareal                               |                                                       |                                                       |
| 1973          | Medellín          | Athletico Paulistanho                                 |                                                       | Miranda                                               | Laboratorio Lister                                    |                                                       |                                                       |
| 1974          | Santiago          | GEBA                                                  |                                                       | Estadio Italiano                                      | Náutico Carrasco                                      |                                                       | Senac                                                 |
| 1976          | Buenos Aires      | Athletico Paulistano                                  |                                                       | Scholem Aleijem                                       | Náutico Carrasco                                      |                                                       | Dep. Colón                                            |
| 1977          | São Paulo         | Botafogo                                              |                                                       | Athletico Paulistano                                  | Náutico Carrasco                                      |                                                       | Estudiantes de La Plata                               |
| 1978          | Chuquicamata      | Athletico Paulistano                                  |                                                       | Botafogo                                              | Regatas Santa Fe                                      |                                                       | Deportivo Cruz del Sur                                |
| 1979          | São Paulo         | Athletico Paulistano                                  |                                                       | Flamengo                                              | Universidad Católica                                  |                                                       | Regatas Santa Fe                                      |
| 1980          | Santo André       | Athletico Paulistano                                  |                                                       | Ferro Carril Oeste                                    | Pirelli                                               |                                                       | Universidad Católica                                  |
| 1981          | Santo André       | Pirelli                                               |                                                       | Ferro Carril Oeste                                    | Athletico Paulistano                                  |                                                       | Sport Venezuela                                       |
| 1982          | Río de Janeiro    | Adc Atlantica Boavista                                |                                                       | Pirelli                                               | Ferro Carril Oeste                                    |                                                       | Banco República                                       |
| 1983          | San Juan          | Pirelli                                               |                                                       | Adc Atlantica Boavista                                | Obras Sanitarias (San Juan)                           |                                                       | Universidad Católica                                  |
| 1984          | Lima              | Minas                                                 |                                                       | Adc Sul Brasilero                                     | Universidad Católica                                  |                                                       | Náutico Carrasco                                      |
| 1985          | Asunción          | Minas                                                 |                                                       | Atlantica Bradesco                                    | Obras Sanitarias (San Juan)                           |                                                       | Chaco Boreal                                          |
| 1986          | Santiago de Chile | Atlantica Bradesco                                    |                                                       | Minas                                                 | Somisa de San Nicolás                                 |                                                       | Universidad de Chile                                  |
| 1987          | La Paz            | Ferro Carril Oeste                                    |                                                       | Fiat Minas                                            | Club Peerless                                         |                                                       | Naviana                                               |
| 1988          | Lima              | Banespa                                               |                                                       | Ferro Carril Oeste                                    | Obras Sanitarias (San Juan)                           |                                                       | Universidad Católica                                  |
| 1989          | Santiago de Chile | Banespa                                               |                                                       | Pirelli                                               | River Plate                                           |                                                       | Universidad Católica                                  |
| 1990          | Buenos Aires      | Banespa                                               |                                                       | Pirelli                                               | Obras Sanitarias (Buenos Aires)                       |                                                       | Universidad Católica                                  |
| 1991          | Ribeirao Preto    | Banespa                                               |                                                       | Atlética Frangosul                                    | Estadio Español                                       |                                                       | Club Peerless                                         |
| 1992          | São Paulo         | Banespa                                               |                                                       | Pirelli                                               | Chacarita Juniors                                     |                                                       | Martiniano Chilavert                                  |
| 2009 Detalles | Florianópolis     | Cimed Esporte Clube                                   | 3–2                                                   | Santander São Bernardo                                | Sada Cruzeiro Vôlei                                   | 3–1                                                   | Vivo Minas                                            |
| 2010 Detalles | Bolívar           | Drean Bolívar                                         | 3–2                                                   | Cimed Florianópolis                                   | UPCN Vóley Club                                       | 3–1                                                   | Deportivo Cólon                                       |
| 2011 Detalles | São Paulo         | SESI São Paulo                                        | 3–0                                                   | UPCN Vóley Club                                       | Universidad Católica                                  | 3–2                                                   | Club Peerless                                         |
| 2012 Detalles | Linares           | Sada Cruzeiro Vôlei                                   | 3–1                                                   | UPCN Vóley Club                                       | Huracanes de Bolívar                                  | 3–1                                                   | Deportes Linares                                      |
| 2013 Detalles | São Paulo         | UPCN Vóley Club                                       | 3–0                                                   | Vivo Minas                                            | RJX                                                   | 3–0                                                   | Buenos Aires Unidos                                   |
| 2014 Detalles | Belo Horizonte    | Sada Cruzeiro Vôlei                                   | 3–2                                                   | UPCN Vóley Club                                       | Vivo Minas                                            | 3–0                                                   | Boca Juniors                                          |
| 2015 Detalles | San Juan          | UPCN Vóley Club                                       | 3–2                                                   | Sada Cruzeiro Vôlei                                   | Lomas Vóley                                           | 3–1                                                   | Vôlei Taubaté                                         |
| 2016 Detalles | Taubaté           | Sada Cruzeiro Vôlei                                   | 3–0                                                   | FUNVIC Taubaté                                        | UPCN Vóley Club                                       | 3–0                                                   | Personal Bolívar                                      |
| 2017 Detalles | Montes Claros     | Sada Cruzeiro Vôlei                                   | 3–0                                                   | Personal Bolívar                                      | UPCN Vóley Club                                       | 3–0                                                   | Montes Claros                                         |
| 2018 Detalles | Montes Claros     | Sada Cruzeiro Vôlei                                   | 3–0                                                   | Lomas Vóley                                           | Montes Claros Vôlei                                   | 3–1                                                   | Personal Bolívar                                      |
| 2019 Detalles | Belo Horizonte    | Sada Cruzeiro Vôlei                                   | 3–1                                                   | UPCN Vóley Club                                       | Obras de San Juan                                     | 3–1                                                   | FIAT/Minas                                            |
| 2020 Detalles | Contagem          | Sada Cruzeiro Vôlei                                   | 3–1                                                   | UPCN Vóley Club                                       | EMS Taubaté FUNVIC                                    | 3–1                                                   | Personal Bolívar                                      |
| 2021 Detalles | Belo Horizonte    | Temporada cancelada debido a la pandemia de COVID-19. | Temporada cancelada debido a la pandemia de COVID-19. | Temporada cancelada debido a la pandemia de COVID-19. | Temporada cancelada debido a la pandemia de COVID-19. | Temporada cancelada debido a la pandemia de COVID-19. | Temporada cancelada debido a la pandemia de COVID-19. |
| 2022 Detalles | Contagem          | Sada Cruzeiro Vôlei                                   | 3–0                                                   | FIAT/Minas                                            | Voley Renata                                          | 3–2                                                   | Policial Vóley                                        |
| 2023 Detalles | Araguari          | Sada Cruzeiro Vôlei                                   | 3–1                                                   | FIAT/Minas                                            | Araguari Vôlei                                        | 3–2                                                   | Ciudad Vóley                                          |

## Títulos por club
- Actualizado hasta Brasil 2022.

| Club                      | Medalla de oro | Medalla de plata | Medalla de bronce |
| ------------------------- | -------------- | ---------------- | ----------------- |
| Sada Cruzeiro             | 9              | 1                | 1                 |
| Paulistano                | 5              | 1                | 1                 |
| Banespa                   | 5              | 0                | 0                 |
| Botafogo                  | 3              | 1                | 0                 |
| UPCN                      | 2              | 5                | 3                 |
| Itambé/Minas              | 2              | 4                | 1                 |
| ADC Pirelli               | 2              | 4                | 1                 |
| ADC Bradesco Atlântica    | 2              | 2                | 0                 |
| Ferro Carril Oeste        | 1              | 3                | 1                 |
| Cimed Clube               | 1              | 1                | 0                 |
| Personal Bolívar          | 1              | 1                | 0                 |
| GEBA                      | 1              | 0                | 0                 |
| Randi                     | 1              | 0                | 0                 |
| SESI-SP                   | 1              | 0                | 0                 |
| Balneario Pinamar         | 0              | 2                | 0                 |
| Náutico Carrasco          | 0              | 1                | 3                 |
| Lomas Vóley               | 0              | 1                | 1                 |
| Vôlei Taubaté             | 0              | 1                | 1                 |
| Club Miranda              | 0              | 1                | 0                 |
| Stadio Italiano           | 0              | 1                | 0                 |
| Scholem Aleijem           | 0              | 1                | 0                 |
| Flamengo                  | 0              | 1                | 0                 |
| ADC Sul Brasileiro        | 0              | 1                | 0                 |
| Atlética Frangosul        | 0              | 1                | 0                 |
| Brasil VC                 | 0              | 1                | 0                 |
| Obras de San Juan         | 0              | 0                | 4                 |
| Universidad Católica      | 0              | 0                | 3                 |
| Peerless                  | 0              | 0                | 1                 |
| Univ. Federico Villarreal | 0              | 0                | 1                 |
| Deportivo Colón           | 0              | 0                | 1                 |
| Provincial de Rosario     | 0              | 0                | 1                 |
| Club Lister               | 0              | 0                | 1                 |
| Regatas Santa Fe          | 0              | 0                | 1                 |
| Somisa San Nicolás        | 0              | 0                | 1                 |
| Obras Sanitarias          | 0              | 0                | 1                 |
| River Plate               | 0              | 0                | 1                 |
| Estadio Español           | 0              | 0                | 1                 |
| Chacarita Juniors         | 0              | 0                | 1                 |
| Huracanes de Bolívar      | 0              | 0                | 1                 |
| RJX                       | 0              | 0                | 1                 |
| Montes Claros             | 0              | 0                | 1                 |
| Vôlei Renata              | 0              | 0                | 1                 |

## Títulos por país
- Actualizado hasta Brasil 2024.

| Rank. | Club      | Medalla de oro | Medalla de plata | Medalla de bronce |
| ----- | --------- | -------------- | ---------------- | ----------------- |
| 1.°   | Brasil    | 32             | 19               | 11                |
| 2.°   | Argentina | 5              | 15               | 15                |
| 3.°   | Chile     | 0              | 1                | 4                 |
| 4.°   | Uruguay   | 0              | 1                | 3                 |
| 5.°   | Venezuela | 0              | 1                | 1                 |
| 6.°   | Perú      | 0              | 0                | 2                 |
| 7.°   | Paraguay  | 0              | 0                | 1                 |
| 8.°   | Colombia  | 0              | 0                | 1                 |

## Equipos participantes
| Edición | Participantes | País      | Representantes                                 |
| ------- | ------------- | --------- | ---------------------------------------------- |
| 1970    | 5             | Argentina | Comunicaciones                                 |
| 1970    | 5             | Brasil    | Randi Esporte                                  |
| 1970    | 5             | Paraguay  | Deportivo Colón                                |
| 1970    | 5             | Perú      | Centro Cultural Deportivo Lima                 |
| 1970    | 5             | Uruguay   | Club Náutico                                   |
| 1971    | 4             | Argentina | Balneario Pinamar Provincial de Rosario        |
| 1971    | 4             | Brasil    | Botafogo                                       |
| 1971    | 4             | Paraguay  | Deportivo Colón                                |
| 1972    | 3             | Argentina | Balneario Pinamar                              |
| 1972    | 3             | Brasil    | Botafogo                                       |
| 1972    | 3             | Perú      | Un. Nacional Federico Villarreal               |
| 1973    | 3             | Brasil    | Athlético Paulistano                           |
| 1973    | 3             | Colombia  | Laboratorio Lister                             |
| 1973    | 3             | Venezuela | Miranda                                        |
| 1974    | 4             | Argentina | Gimnasia y Esgrima Buenos Aires                |
| 1974    | 4             | Brasil    | Senac                                          |
| 1974    | 4             | Chile     | Estadio Italiano                               |
| 1974    | 4             | Uruguay   | Náutico Carrasco                               |
| 1976    | 6             | Argentina | Scholem Aleijem                                |
| 1976    | 6             | Bolivia   | Club Alas Independiente                        |
| 1976    | 6             | Brasil    | Athlético Paulistano                           |
| 1976    | 6             | Chile     | Universidad Católica                           |
| 1976    | 6             | Paraguay  | Deportivo Colón                                |
| 1976    | 6             | Uruguay   | Náutico Carrasco                               |
| 1977    | 4             | Argentina | Estudiantes de La Plata                        |
| 1977    | 4             | Brasil    | Botafogo Athlético Paulistano                  |
| 1977    | 4             | Uruguay   | Náutico Carrasco                               |
| 1978    | 6             | Argentina | Regatas Santa Fe Deportivo Cruz del Sur        |
| 1978    | 6             | Brasil    | Athlético Paulistano Botafogo                  |
| 1978    | 6             | Chile     | Estadio Manquehue                              |
| 1978    | 6             | Uruguay   | Ministerio de Trabajo                          |
| 1979    | 5             | Argentina | Regatas Santa Fe                               |
| 1979    | 5             | Brasil    | Athlético Paulistano Flamengo                  |
| 1979    | 5             | Chile     | Universidad Católica                           |
| 1979    | 5             | Uruguay   | Náutico Carrasco                               |
| 1980    | 7             | Argentina | Ferro Carril Oeste                             |
| 1980    | 7             | Bolivia   | Deportivo San José                             |
| 1980    | 7             | Brasil    | Athlético Paulistano Pirelli                   |
| 1980    | 7             | Chile     | Universidad Católica                           |
| 1980    | 7             | Perú      | Bancoper                                       |
| 1980    | 7             | Uruguay   | Náutico Carrasco                               |
| 1981    | 5             | Argentina | Ferro Carril Oeste                             |
| 1981    | 5             | Brasil    | Pirelli Athlético Paulistano                   |
| 1981    | 5             | Paraguay  | Sport Venezuela                                |
| 1981    | 5             | Uruguay   | Bohemios                                       |
| 1982    | 7             | Argentina | Ferro Carril Oeste                             |
| 1982    | 7             | Bolivia   | Deportivo San José Olympic                     |
| 1982    | 7             | Brasil    | Adc Atlantica Boavista Pirelli                 |
| 1982    | 7             | Chile     | Estadio Manquehue                              |
| 1982    | 7             | Uruguay   | Banco República                                |
| 1983    | 6             | Argentina | Obras Sanitarias                               |
| 1983    | 6             | Brasil    | Pirelli Adc Atlantica Boavista                 |
| 1983    | 6             | Chile     | Universidad de Chile                           |
| 1983    | 6             | Perú      | Regatas Lima                                   |
| 1983    | 6             | Uruguay   | Náutico Carrasco                               |
| 1984    | 7             | Bolivia   | Olympic                                        |
| 1984    | 7             | Brasil    | Minas Adc Sul Brasileiro                       |
| 1984    | 7             | Chile     | Universidad Católica                           |
| 1984    | 7             | Colombia  | Ron Medellín                                   |
| 1984    | 7             | Perú      | Bancoper                                       |
| 1984    | 7             | Uruguay   | Náutico Carrasco                               |
| 1985    | 5             | Argentina | Obras Sanitarias                               |
| 1985    | 5             | Brasil    | Minas Atlantica Bradesco                       |
| 1985    | 5             | Paraguay  | Chaco Boreal                                   |
| 1985    | 5             | Uruguay   | Náutico Carrasco                               |
| 1986    | 6             | Argentina | Somisa de San Nicolás                          |
| 1986    | 6             | Bolivia   | Naviana                                        |
| 1986    | 6             | Brasil    | Atlantica Bradesco Minas                       |
| 1986    | 6             | Chile     | Universidad de Chile                           |
| 1986    | 6             | Uruguay   | Náutico Carrasco                               |
| 1987    | 5             | Argentina | Ferro Carril Oeste                             |
| 1987    | 5             | Bolivia   | Naviana                                        |
| 1987    | 5             | Brasil    | Fiat Minas                                     |
| 1987    | 5             | Paraguay  | Sport Venezuela                                |
| 1987    | 5             | Perú      | Peerless                                       |
| 1988    | 8             | Argentina | Ferro Carril Oeste Obras Sanitarias            |
| 1988    | 8             | Bolivia   | Promoción 50                                   |
| 1988    | 8             | Brasil    | Banespa                                        |
| 1988    | 8             | Chile     | Universidad Católica                           |
| 1988    | 8             | Colombia  | Universidad del Valle                          |
| 1988    | 8             | Perú      | Peerless                                       |
| 1988    | 8             | Uruguay   | Neptuno                                        |
| 1989    | 8             | Argentina | River Plate Regatas Resistencia                |
| 1989    | 8             | Bolivia   | Olympic                                        |
| 1989    | 8             | Brasil    | Banespa Pirelli                                |
| 1989    | 8             | Chile     | Universidad Católica                           |
| 1989    | 8             | Perú      | Peerless                                       |
| 1989    | 8             | Uruguay   | Neptuno                                        |
| 1990    | 8             | Argentina | Obras Sanitarias                               |
| 1990    | 8             | Bolivia   | Sporting Cochabamba                            |
| 1990    | 8             | Brasil    | Banespa Pirelli                                |
| 1990    | 8             | Chile     | Universidad Católica                           |
| 1990    | 8             | Paraguay  | Chaco Boreal                                   |
| 1990    | 8             | Perú      | Peerless                                       |
| 1990    | 8             | Uruguay   | Neptuno                                        |
| 1991    | 9             | Argentina | Unión Vecinal de Trinidad Somisa San Nicolás   |
| 1991    | 9             | Bolivia   | Olympic                                        |
| 1991    | 9             | Brasil    | Banespa As. Atlética Frangosul                 |
| 1991    | 9             | Chile     | Estadio Español                                |
| 1991    | 9             | Colombia  | Avianca J. Valle                               |
| 1991    | 9             | Perú      | Peerless                                       |
| 1991    | 9             | Uruguay   | Bohemios                                       |
| 1992    | 8             | Argentina | Chacarita Juniors Martiniano Chilavert         |
| 1992    | 8             | Bolivia   | Universidad Católica Boliviana                 |
| 1992    | 8             | Brasil    | Banespa Pirelli                                |
| 1992    | 8             | Chile     | Estadio Español                                |
| 1992    | 8             | Paraguay  | Sport Venezuela                                |
| 1992    | 8             | Uruguay   | Neptuno                                        |
| 2009    | 4             | Brasil    | Sada Cruzeiro Vivo Minas Cimed Brasil Volei    |
| 2010    | 6             | Argentina | Bolívar UPCN                                   |
| 2010    | 6             | Brasil    | Cimed                                          |
| 2010    | 6             | Chile     | Linares                                        |
| 2010    | 6             | Paraguay  | Dep. Colón                                     |
| 2010    | 6             | Uruguay   | Nacional                                       |
| 2011    | 5             | Argentina | UPCN                                           |
| 2011    | 5             | Bolivia   | Ingenieros                                     |
| 2011    | 5             | Brasil    | Sesi-Sp                                        |
| 2011    | 5             | Chile     | Universidad Católica                           |
| 2011    | 5             | Perú      | Peerless                                       |
| 2012    | 8             | Argentina | UPCN                                           |
| 2012    | 8             | Bolivia   | La Salle                                       |
| 2012    | 8             | Brasil    | Sada Cruzeiro                                  |
| 2012    | 8             | Chile     | Linares                                        |
| 2012    | 8             | Paraguay  | Dep. Colón                                     |
| 2012    | 8             | Perú      | Peerless                                       |
| 2012    | 8             | Uruguay   | Carmelo Rowing                                 |
| 2012    | 8             | Venezuela | Huracanes de Bolívar                           |
| 2013    | 7             | Argentina | UPCN Buenos Aires Unidos                       |
| 2013    | 7             | Brasil    | Vivo Minas RJX                                 |
| 2013    | 7             | Perú      | Peerless                                       |
| 2013    | 7             | Uruguay   | Carmelo Rowing                                 |
| 2013    | 7             | Venezuela | Vikingos de Miranda                            |
| 2014    | 8             | Argentina | UPCN Boca Juniors                              |
| 2014    | 8             | Bolivia   | La Salle                                       |
| 2014    | 8             | Brasil    | Sada Cruzeiro Vivo Minas                       |
| 2014    | 8             | Chile     | Linares/Ado                                    |
| 2014    | 8             | Perú      | Liga Nacional                                  |
| 2014    | 8             | Uruguay   | Nacional                                       |
| 2015    | 7             | Argentina | UPCN Lomas Vóley                               |
| 2015    | 7             | Bolivia   | San Martín                                     |
| 2015    | 7             | Brasil    | Sada Cruzeiro Taubaté Funvic                   |
| 2015    | 7             | Chile     | Linares                                        |
| 2015    | 7             | Uruguay   | Bohemios                                       |
| 2016    | 8             | Argentina | UPCN Personal Bolivar                          |
| 2016    | 8             | Bolivia   | San Martín                                     |
| 2016    | 8             | Brasil    | Sada Cruzeiro Taubaté Funvic                   |
| 2016    | 8             | Chile     | Linares                                        |
| 2016    | 8             | Perú      | Peerless                                       |
| 2016    | 8             | Uruguay   | Bohemios                                       |
| 2017    | 7             | Argentina | Personal Bolivar UPCN                          |
| 2017    | 7             | Bolivia   | San Martín                                     |
| 2017    | 7             | Brasil    | Sada Cruzeiro Montes Claros                    |
| 2017    | 7             | Perú      | Unilever                                       |
| 2017    | 7             | Uruguay   | Bohemios                                       |
| 2018    | 6             | Argentina | Lomas Vóley Personal Bolivar                   |
| 2018    | 6             | Brasil    | Sada Cruzeiro Montes Claros                    |
| 2018    | 6             | Chile     | Thomas Morus                                   |
| 2018    | 6             | Perú      | Peerless                                       |
| 2019    | 6             | Argentina | UPCN Obras San Juan                            |
| 2019    | 6             | Brasil    | Sada Cruzeiro Fiat Minas                       |
| 2019    | 6             | Perú      | Regatas Lima                                   |
| 2019    | 6             | Uruguay   | Nacional                                       |
| 2020    | 6             | Argentina | UPCN EMS Taubaté Personal Bolivar              |
| 2020    | 6             | Brasil    | Sada Cruzeiro                                  |
| 2020    | 6             | Perú      | Regatas Lima                                   |
| 2020    | 6             | Uruguay   | Juan Ferreira                                  |
| 2022    | 7             | Argentina | Policial Vóley Ciudad Voley                    |
| 2022    | 7             | Brasil    | Sada Cruzeiro Fiat Minas Volei Renata Campinas |
| 2022    | 7             | Perú      | Peerless                                       |
| 2022    | 7             | Uruguay   | Bohemios                                       |